# Ferrari SF15-T
De Ferrari SF15-T is een Formule 1-auto, die in 2015 wordt gebruikt door het Formule 1-team van Ferrari.

## Onthulling
Op 30 januari 2015 onthulde Ferrari de SF15-T op de website van het team. De auto wordt bestuurd door voormalig wereldkampioenen Kimi Räikkönen en Sebastian Vettel, die overstapt van Red Bull Racing. Vettel zet hier zijn traditie voort en noemt zijn chassis Eva.

## Resultaten
De SF15-T behaalde, in tegenstelling tot zijn voorganger de F14 T, wel een overwinning. Er werden in totaal 3 races gewonnen door Ferrari in 2015. Deze werden allemaal behaald door de nieuwe Ferrari-coureur Sebastian Vettel.
| Resultaat                     |
| ----------------------------- |
| Winnaar                       |
| Tweede plaats                 |
| Derde plaats                  |
| Gefinisht (punten)            |
| Gefinisht (geen punten)       |
| Niet geklasseerd (NC)         |
| Uitgevallen (DNF)             |
| Niet gekwalificeerd (DNQ)     |
| Gediskwalificeerd (DSQ)       |
| Niet gestart (DNS)            |
| Gewond (INJ)                  |
| Uitgesloten (EX)              |
| Teruggetrokken (WD)           |
| Niet deelgenomen (blanco cel) |
| vetgedrukt (pole position)    |
| cursief (snelste ronde)       |

| Jaar | Chassis        | Motor                         | Banden | Coureurs         | 1   | 2   | 3   | 4   | 5   | 6   | 7   | 8   | 9   | 10  | 11  | 12  | 13  | 14  | 15  | 16  | 17  | 18  | 19  | Punten | WK-plaats |
| ---- | -------------- | ----------------------------- | ------ | ---------------- | --- | --- | --- | --- | --- | --- | --- | --- | --- | --- | --- | --- | --- | --- | --- | --- | --- | --- | --- | ------ | --------- |
| 2015 | Ferrari SF15-T | Ferrari Type 059/4 1600 cc V6 | P      |                  | AUS | MAL | CHN | BHR | ESP | MON | CAN | AUT | GBR | HUN | BEL | ITA | SIN | JPN | RUS | USA | MEX | BRA | ABU | 428    | Zilver    |
| 2015 | Ferrari SF15-T | Ferrari Type 059/4 1600 cc V6 | P      | Sebastian Vettel | 3   | 1   | 3   | 5   | 3   | 2   | 5   | 4   | 3   | 1   | 12  | 2   | 1   | 3   | 2   | 3   | DNF | 3   | 4   | 428    | Zilver    |
| 2015 | Ferrari SF15-T | Ferrari Type 059/4 1600 cc V6 | P      | Kimi Räikkönen   | DNF | 4   | 4   | 2   | 5   | 6   | 4   | DNF | 8   | DNF | 7   | 5   | 3   | 4   | 8   | DNF | DNF | 4   | 3   | 428    | Zilver    |
| Jaar | Chassis        | Motor                         | Banden | Coureurs         | 1   | 2   | 3   | 4   | 5   | 6   | 7   | 8   | 9   | 10  | 11  | 12  | 13  | 14  | 15  | 16  | 17  | 18  | 19  | Punten | WK-plaats |

### Eindstand coureurskampioenschap
- Sebastian Vettel: 3e (278pnt)
- Kimi Räikkönen: 4e (150pnt)

Ferrari SF15-T ·
Force India VJM08 ·
Lotus E23 Hybrid ·
Marussia MR03B ·
McLaren MP4-30 ·
Mercedes F1 W06 Hybrid ·
Red Bull RB11 ·
Sauber C34 ·
Toro Rosso STR10 ·
Williams FW37